# Charles Rogers (Segler)
Charles Sinclair „Charlie“ Rogers (* 1. Juni 1937 in National City) ist ein ehemaliger US-amerikanischer Segler.

## Erfolge
Charles Rogers nahm an den Olympischen Spielen 1964 in Tokio in der Bootsklasse Drachen teil. Dabei war er neben Richard Deaver Crewmitglied des US-amerikanischen Bootes von Skipper Lowell North. Mit der Aphrodite gewannen sie eine von sieben Wettfahrten und schlossen die im Yachthafen Enoshima stattfindende Regatta mit 5523 Punkten hinter den Olympiasiegern aus Dänemark um Skipper Ole Berntsen und dem von Peter Ahrendt angeführten deutschen Boot auf dem dritten Rang ab, womit sie die Bronzemedaille gewannen.
Rogers arbeitete bei einem Segelmacher-Unternehmen.